# Vilém Kraus (1924)
Vilém Kraus starší (30. května 1924 Praha – 7. června 2013) byl český odborník v oblasti vinařství a vinohradnictví. Podstatnou část svého života působil na Mendelově zemědělské a lesnické univerzitě, věnoval se vinařskému výzkumu a šlechtění nových odrůd révy vinné a je autorem nebo spoluautorem celé řady odborných publikací a článků. Je nositelem státního vyznamenání Medaile Za zásluhy pro stát v oblasti vědy.

## Osobní život
Vilém Kraus se narodil 30. května 1924 v Praze, kde se jeho otec zabýval technickým vybavením průmyslových podniků. V roce 1929 se spolu s rodiči přestěhoval do Loun, kde po základní škole začal studovat místní reálné gymnázium. Již od dětství se toužil stát zahradníkem a po ukončení pátého ročníku gymnázia si na rodičích vymohl svolení ke studiu na Vyšší ovocnicko-vinařské a zahradnické škole v Mělníku. V roce 1949 začal studovat Fakultu zemědělského a lesního inženýrství ČVUT v Praze, po složení první státní zkoušky přestoupil na zahradnicko-vinařský oboru na Vysoké školy zemědělské v Brně. Po ukončení studia v roce 1959 nastoupil do Vinařského ústavu v Lednici na Moravě jako instruktor pro vinařství. V letech 1955–1964 působil jako šlechtitel a technolog vinařské produkce na Šlechtitelské stanici vinařské ve Velkých Žernosekách. Již v této době začal publikovat celou řadu odborných publikací. Od roku 1964 působil jako vedoucí Vinařského ústavu Vysoké školy zemědělské, kde obhájil svoji docenturu. V letech 1964–1991 na Zahradnické fakultě v Lednici přednášel vinařství. V roce 1990 byl jmenován profesorem pro vinohradnictví a vinařství.
V roce 1964 založil Moravín – svaz moravských vinařů. Byl jeho předsedou a později vědeckým sekretářem, zajišťoval přednášky zahraničních odborníků pro českou veřejnost a organizoval nebo doprovázel odborné vinařské zájezdy do zahraničí. Věnoval se i simultánnímu překladu přednášek i tlumočení na zahraničních zájezdech, kdy uplatnil svoji velmi dobrou znalost němčiny, francouzštiny a ruštiny.
V rámci své šlechtitelské činnosti vyšlechtil mimo jiné podnož K 1 a barvířky Neronet a Rubinet. V oblasti vinohradnictví navrhl tzv. Srdcový řez, což je alternativa Moserova vedení, která je pro velkovýrobu vhodnější a která našla široké uplatnění. Zejména na prudce svažitých vinicích německé vinařské oblasti Mosela nalezl uplatnění jeho vertikální tvar révy vinné Vertiko.
Po odchodu do důchodu se věnoval vinařství i nadále. Spolupracoval na tvorbě zákona č. 115/1995 Sb. (viz vinařský zákon) a jeho novele. Zabýval se propagací českého a moravského vína a kulturou jeho užívání. Byl odborným garantem Vinařské akademie Valtice a přednášel v kurzech určených sommelierům i veřejnosti. Pokračoval ve své publikační činnosti na poli odborných i populárně naučných publikací do vysokého věku.
Zemřel 7. června 2013.
Jeho synem byl zemědělský odborník a vinař doc. Ing. Vilém Kraus, CSc. (1950-2004).

## Vyznamenání a ocenění
Za zásluhy o rozvoj vědy byl na Mendelově zemědělské a lesnické univerzitě odměněn zlatou medailí a na Masarykově univerzitě medailí stříbrnou. Získal také pamětní medaili Mezinárodního úřadu pro révu a víno O.I.V. v Paříži za jeho zásluhy o rozvoj oboru a pamětní medaili za celoživotní práci pro vinařství v České republice.
20. května 2004 mu byla při příležitosti 80. narozenin na jednání zastupitelstva Jihomoravského kraje udělena pamětní medaile Jihomoravského kraje s pamětním listem. V roce 2004 též získal z rukou prezidenta České republiky Václava Klause státní vyznamenání Medaile Za zásluhy pro stát v oblasti vědy druhého stupně.

## Publikace
Během svého vědeckého působení ve Vinařském ústavu publikoval 56 vědeckých prací z oblasti fyziologie révy vinné, jejího zušlechťování, vedení a řezu, ale i historie českého a moravského vinařství. Dále publikoval 185 prací populárně-vědeckých a odborných, zejména v časopisech Vinařský obzor, Vinohrad a v některých německých a rakouských časopisech. Na moravském venkově realizoval více než dvě stě odborných přednášek o aktuální problematice pěstování vinné révy, čímž pozitivně ovlivnil vývoj moravského vinohradnictví. Přednášel na 12 mezinárodních vinařských kongresech v zahraničí.
Mezi jeho publikace patří např.:
- Vilém Kraus: Možnosti uplatnění vysokého vedení révy vinné v našich vinařských oblastech. Diplomová práce, Vysoká škola zemědělská v Brně, 1952.
- Vilém Kraus, Antonín Konečný: Základy výroby vína. Státní zemědělské nakladatelství v Praze, 1958.
- Vilém Kraus: Historický vývoj severočeského vinařství a předpoklady k jeho rekonstrukci. Disertační práce, Vysoká škola zemědělská v Brně, 1960.
- Tomáš Dohnal, Vilém Kraus: Rok na vinici. Státní zemědělské nakladatelství v Praze, 1962.
- Tomáš Dohnal, Vilém Kraus: Pěstování révy a zužitkování hroznů. Státní zemědělské nakladatelství v Praze, 1972.
- Vilém Kraus, Václav Pubal, Miloslav Vávra, Antonín Vermouz, Jana Vignatiová, Metoděj Zemek, Alena Zimáková: Vinohradnictví, kapitoly z dějinného vývoje od minulosti do současnosti na Moravě a v Čechách. Nakladatelství Blok v Brně, 1973.
- Tomáš Dohnal, Vilém Kraus, Jaroslav Pátek: Moderní vinař. Státní zemědělské nakladatelství v Praze, 1975.
- Vítězslav Hubáček, Vilém Kraus: Hrozny a víno z vinice i zahrady. Státní zemědělské nakladatelství v Praze, 1982.
- Vilém Kraus, Zdeněk Kuttelvašer, Bohumil Vurm: Encyklopedie českého a moravského vína. Melantrich, Praha 1997. ISBN 80-7023-250-1.
- Vilém Kraus a kol.: Réva a víno v Čechách a na Moravě. Radix, Praha 1999. ISBN 80-86031-23-3.
- Vilém Kraus, Vítězslav Hubáček, Petr Ackermann: Rukověť vinaře. Květ, Brázda, Praha 2000.
- Vilém Kraus, Jiří Kopeček: Setkání s vínem. Radix, Praha 2002. ISBN 80-86031-36-5.
- Vilém Kraus Jr., Vilém Kraus: Pěstujeme révu vinnou, Grada, Praha 2003, ISBN 80-247-0562-1.
- Vilém Kraus, Zuzana Foffová, Bohumil Vurm, Dáša Krausová: Nová encyklopedie českého a moravského vína, 1. díl. Praga Mystica, 2005. ISBN 80-86767-00-0.
- Vilém Kraus, Zuzana Foffová, Bohumil Vurm: Nová encyklopedie českého a moravského vína, 2. díl. Praga Mystica, 2008. ISBN 978-80-86767-09-3.

Zpracoval také asi 600 hesel pro Zahradnický slovník naučný a Vinařský slovník.